# Piloslambrus
Piloslambrus is een geslacht van kreeftachtigen uit de klasse van de Malacostraca (hogere kreeftachtigen).

## Soorten
- Piloslambrus depressiusculus (Stimpson, 1871)
- Piloslambrus guerini (Brito Capello, 1871)
- Piloslambrus triangulus (Stimpson, 1860)